# Andreas Stähle
Andreas Stähle est un kayakiste allemand pratiquant la course en ligne né le 14 février 1965.